# 아이바오

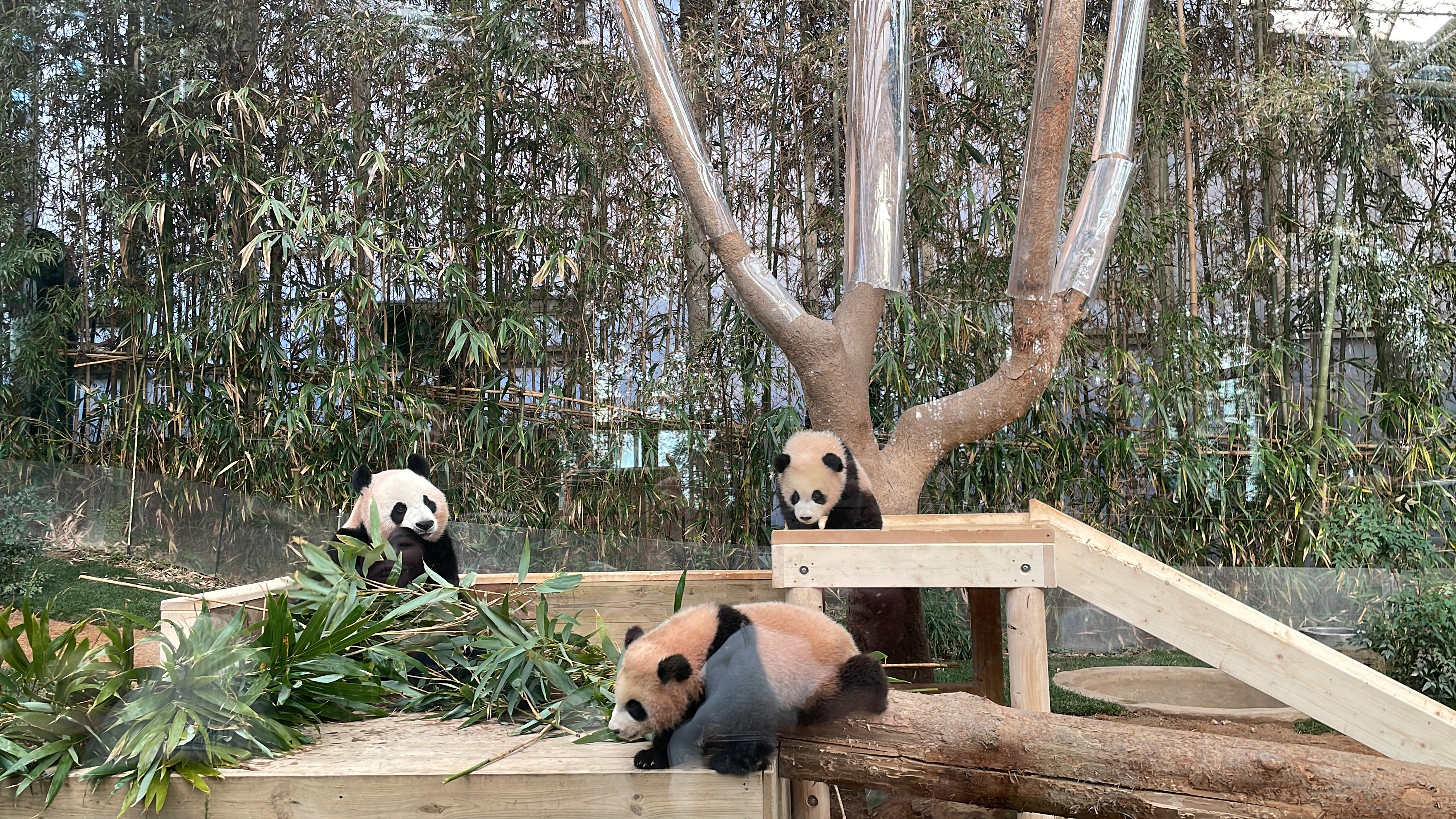
2023년에 태어난 쌍둥이들과 같이 있는 아이바오(왼쪽)

아이바오(중국어: 愛寶, 2013년 7월 13일~)는 푸바오의 엄마이며 러바오를 남편으로 두고 있는 자이언트 판다이다. 이름의 뜻은 ‘사랑스러운 보물’이라는 뜻이다. 별명은 사랑이. 아이바오는 2020년 7월 국내 최초로 자연 번식을 통해 푸바오를 낳았다. 또한 2023년에는 국내 최초로 쌍둥이 자연분만에 성공해 루이바오와 후이바오를 낳았다. 현재 에버랜드 판다월드에 서식하고 있다.

## 가족
- 외외증조할머니 잉잉(생일:1991년 11월)
- 외할아버지 우강, 외할머니 유유
- 아버지 루루, 어머니 신니얼(생일:2007년 9월 28일)
- 배우자 러바오(생일:2012년 7월 28일)
- 장녀 푸바오(생일:2020년 7월 20일), 차녀 루이바오(생일:2023년 7월 7일), 삼녀 후이바오(생일:2023년 7월 7일)
- 이부남동생 화바오, 신바오
- 이복언니 페이윈, 먀오인
- 이복여동생 바이티엔
- 이종사촌동생 샹샹(생일:2017년 6월 12일), 샤오샤오(생일:2021년 6월 23일), 레이레이(생일:2021년 6월 23일)

## 출연 작품

### 영화
- 2024년 안녕, 할부지

## 같이 보기
- 샹샹(이종사촌)
- 푸바오(딸)